# Dąbie (Stettin)
Dąbie (deutsch Altdamm, auch Alt-Damm, früher Damm, ehemals Dam) ist ein Stadtteil der Großstadt Stettin (poln. Szczecin) in der polnischen Woiwodschaft Westpommern. Altdamm war bis 1939 und 1945–1948 eine eigenständige Kleinstadt mit eigenem Hafen und wurde dann nach der Hafenstadt Stettin eingemeindet.

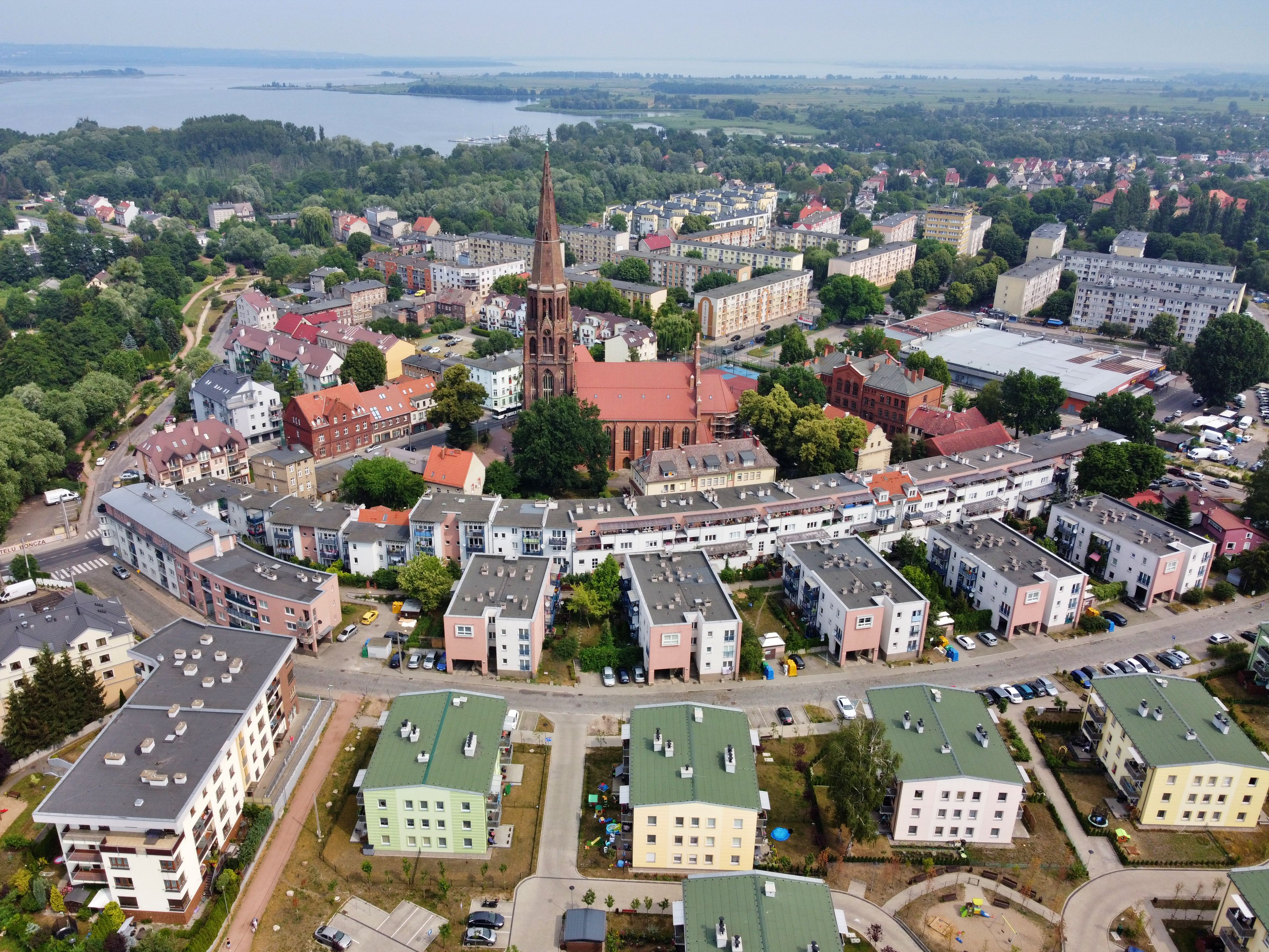
Zentrum von Dąbie

## Geographische Lage
Der Stadtteil liegt am östlichen Rand Vorpommerns, etwa acht Kilometer östlich der Stettiner Altstadt an der Mündung der Plöne in den Dammschen See, der der Stadt den Namen verdankt. Zwischen beiden Stadtkernen erstreckt sich das mehrere Kilometer breite, aus vielen Flussarmen und Inseln bestehende, nördliche Ende des Unteren Odertals, das hier teilweise vom Stettiner Seehafen, dem zweitgrößten Polens, eingenommen wird. Altdamm ist der größte östlich der Oder liegende städtische Kern in der Region Stettin und damit das wichtigste Subzentrum der Großstadt.
Der heutige Stettiner Stadtbezirk Dąbie umfasst auch ein großes Gebiet bis zum Hauptstrom der Oder, das schon vor der Eingemeindung Altdamms zu Stettin gehörte (das erst 1937 nach Altdamm eingemeindete Rosengarten bildet heute hingegen einen selbständigen Stadtteil).
Auch der Dammsche See liegt innerhalb des Stadtteils.

## Geschichte
Urkundlich überlieferte Ortsbezeichnungen sind Dam (1173), Damba, Dambe, Dhamb, Damme, Dambne, Damme (1618, auf der Karte des Lubinus), Dambne, Damne, Dahm, Dambis, Damnis, Dampnis; dem Ortsnamen soll der slawische Wortstamm damb, für Eiche, zugrunde liegen. In neuerer Zeit, seit brandenburgischer Herrschaft in Pommern, wurde auch die Ortsbezeichnung Alt-Damm benutzt, zur Unterscheidung von dem Städtchen Neu-Damm im Landkreis Königsberg Nm. in der Neumark.

### Angebliche Schlacht bei Vadam (1121)

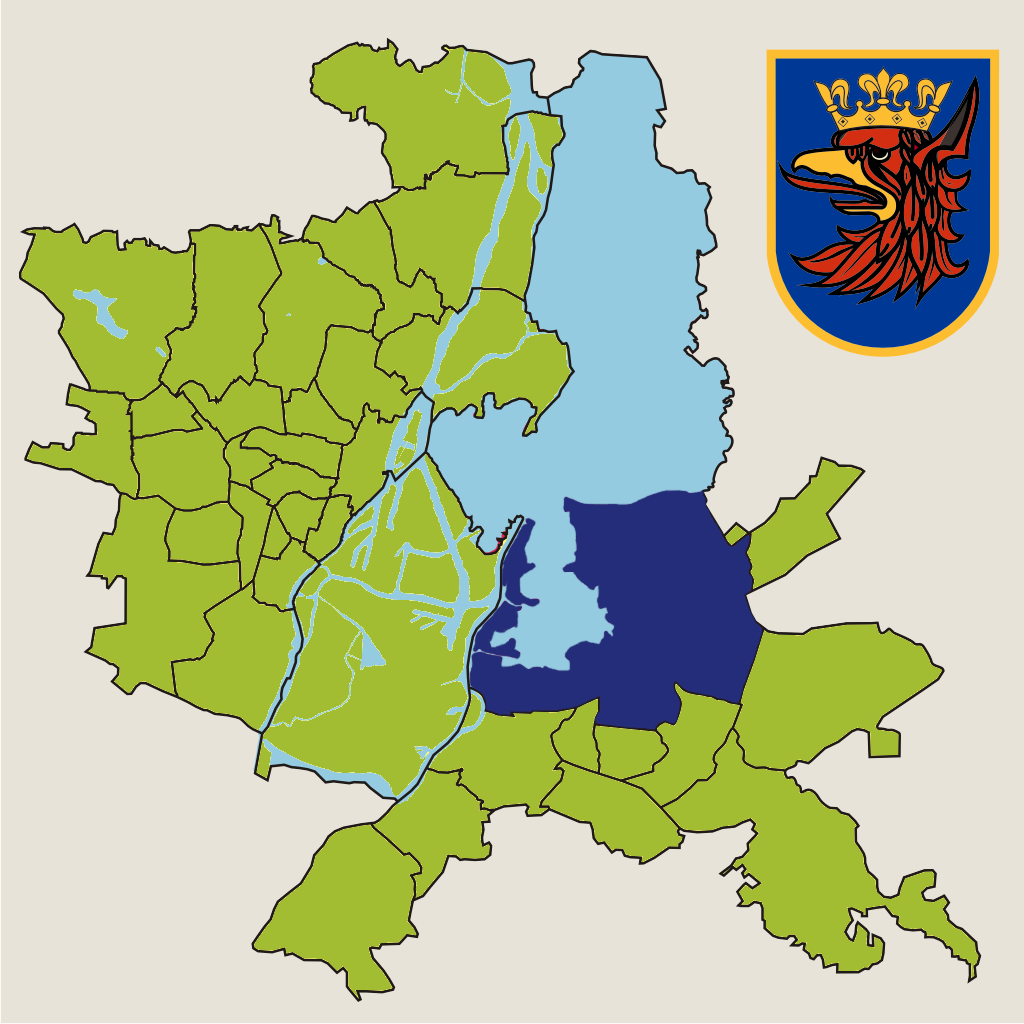
Stadtteil Dąbie (Altdamm) in Stettin

Die pommerschen Geschichtsschreiber seit Thomas Kantzow (1505–1542) berichteten über eine angebliche Schlacht bei Vadam, in der 1121 in der Gegend von Stettin Truppen des polnischen Herzogs Bolesław III. Schiefmund die Pomoranen besiegt hätten. Der Historiker Friedrich Wilhelm Barthold (1799–1859) hat dargelegt, dass die dem zugrunde liegende mittelalterliche Quelle tatsächlich den gesamten Verlauf des Krieges zwischen Polen und Pomoranen, der bei Nakel begann, meint und es keine Schlacht bei Vadam gab, danach handelt es sich um einen Fehler bei der Entzifferung einer mittelalterlichen Quelle: uadam statt naclam. Die modernen Darstellungen der pommerschen Geschichte kennen demgemäß keine solche Schlacht bei Vadam. In heimatkundlichen Texten auf Deutsch und Polnisch wird indes noch heute von einer angeblich 1121 durch die Polen zerstörten Burg Vadam an der Stelle des späteren Altdamm geschrieben.

Altdamm (Damme) südsüdöstlich des Stettiner Haffs, südöstlich von Stettin, an der rechten Seite der Oder und südlich der Plöne, auf der Landkarte des Eilhard Lubinus von 1618 (Ausschnitt), auf der auch etliche ehemalige Eigentumsortschaften des Klosters Kolbatz in der Umgebung eingezeichnet sind, zu denen die Stadt Damm (einschließlich Fischereirechten im Dammschen See) und, südwestlich davon, das Dorf Podejuch (Poding) ebenfalls gehört hatten

### Pommersche Herzogszeit

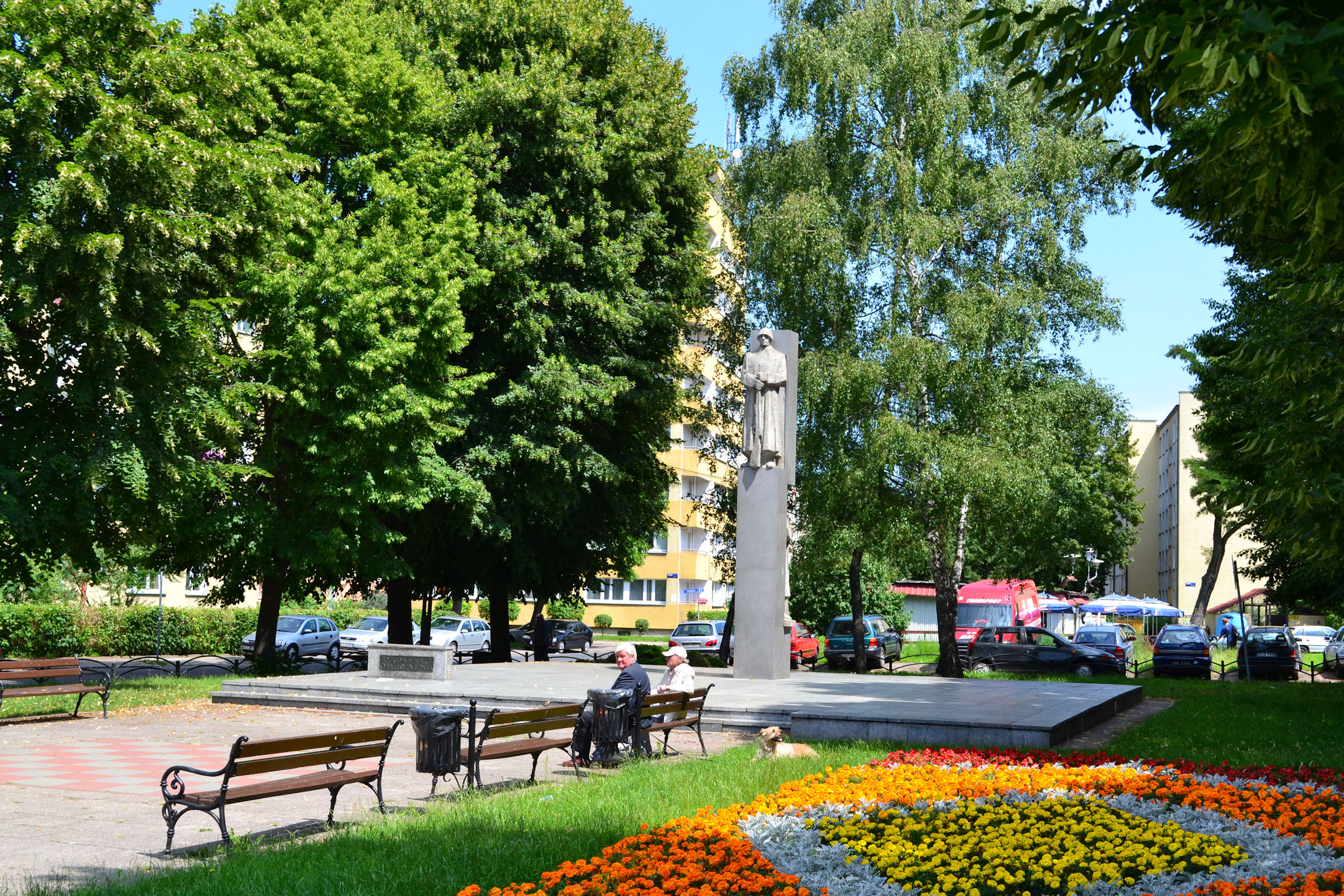
Grünanlage im Ortszentrum

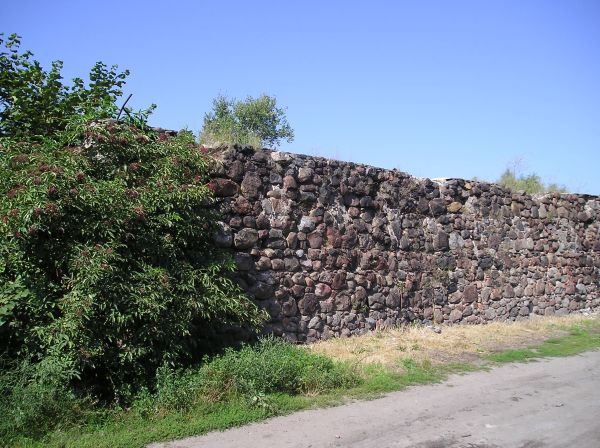
Rest der Stadtmauer

Stadtpanorama auf einer Lithographie aus der Zeit vor 1846

Das Dorf Dam gehörte zu den Besitzungen, mit denen der Kastellan von Stettin Wartislaw Swantiboricz das 1173 von ihm gestiftete Kloster Kolbatz ausstattete. Überliefert ist dies durch eine Urkunde Herzog Bogislaws I. von 1173/1176, mit der dieser den Besitz des Klosters bestätigte. Nach 1183 wurde die Mündung der Plöne nach Damm verlegt, wofür Herzog Bogislaw I. dem Kloster einen Zuschuss zahlte. Die Plöne diente damals dem Handelsverkehr mit dem Weizacker, einer südöstlich gelegenen Landschaft. Außerdem ermöglichte der kanalisierte Flusslauf den Betrieb von Mühlen.
Im 13. Jahrhundert geriet der Ort unter unmittelbaren Einfluss der pommerschen Herzöge. 1243 sprach Herzog Barnim I. in einer Urkunde von seiner civitas Damme. Die strittige Situation wurde durch eine Urkunde von 1249 geregelt, mit der Herzog Barnim I. erklärte, dass er Damm vom Kloster Kolbatz auf Lebenszeit zu Lehen genommen habe, um hier eine Stadt zu errichten.
Nach 1249 erteilte Herzog Barnim I. dem Ort das Marktrecht, 1260 das Stadtrecht nach Magdeburger Recht mit der Stadt Stettin als Oberhof. Ungewöhnlich für die pommersche Rechtsgeschichte ist der kurzzeitige Wechsel zum Lübischen Stadtrecht von 1293 bis 1297.

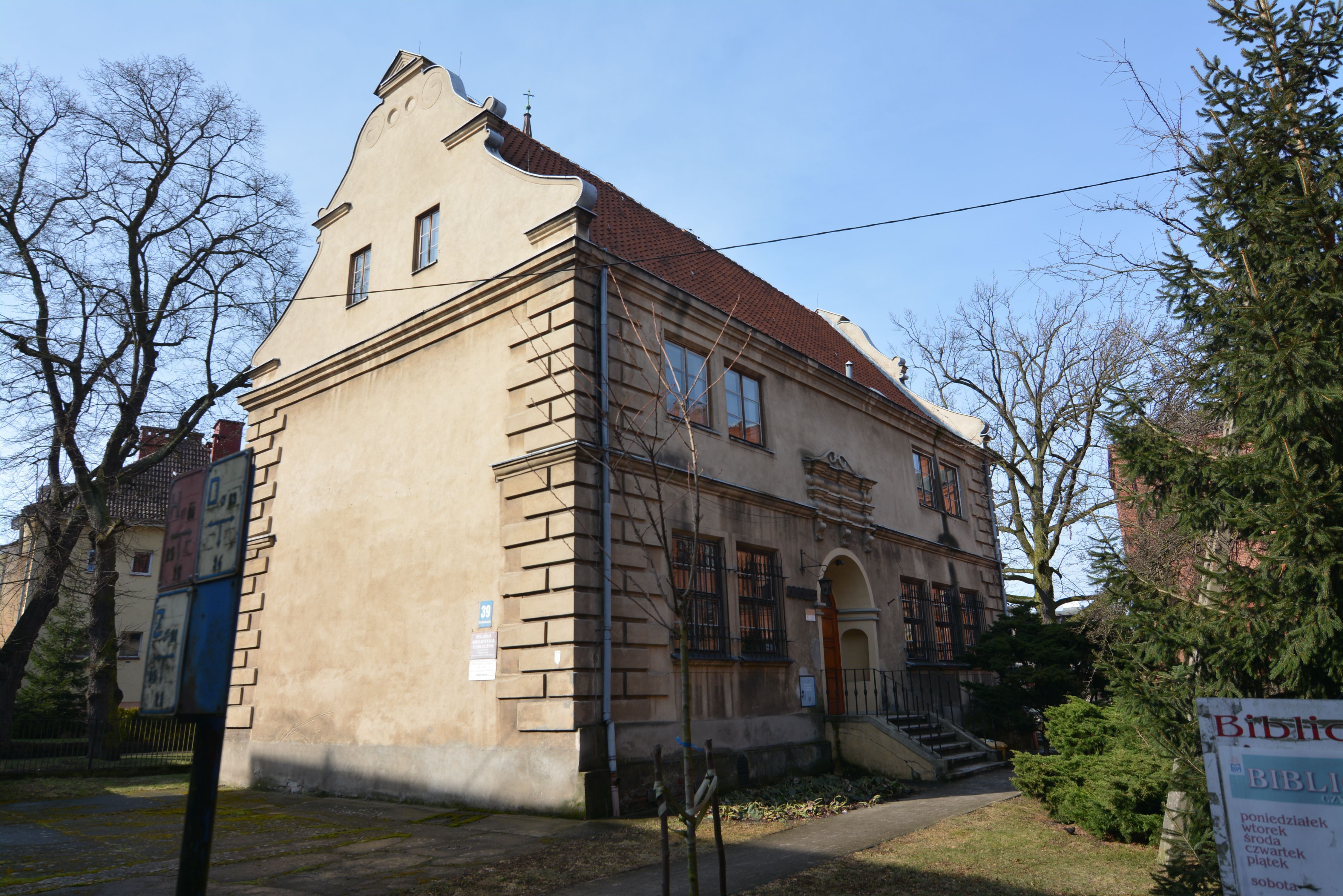
Herzogliches Jagdschloss

Die Stadt Stettin errichtete Anfang des 14. Jahrhunderts einen Weg von Stettin nach Damm, der auf einem Damm und Brücken geführt war. 1299 hatte die Stadt Stettin die Erlaubnis hierzu von Herzog Otto I. erhalten, 1302 wird die Anlage als im Bau befindlich erwähnt, 1314 wurde bereits durch Stettin Zoll erhoben.
Obwohl Herzog Barnim I. Damm formal nur auf Lebenszeit vom Kloster Kolbatz erhalten hatte, blieben auch seine Nachfolger im Besitz der Stadt, wenn sie auch die Rechte des Klosters bestätigten. Herzog Otto I. machte die Stadt zu seiner bevorzugten Residenz, aber auch er erkannte 1297 an, die Stadt nur auf Lebenszeit vom Kloster Kolbatz zu Lehen zu haben.
Im 14. Jahrhundert war die Stadt Mitglied der Hanse und nahm als solche 1394 an der Bekämpfung der Vitalienbrüder teil.
Ein Stadtbrand zerstörte 1592 unter anderem das herzogliche Schloss. Herzog Johann Friedrich errichtete ein neues Renaissanceschloss.

### In Schwedisch-Pommern
Während des Dreißigjährigen Kriegs nahm Schweden im Jahre 1630 die Stadt ein. Die Stadt gehörte zu dem Teil Pommerns, der nach dem Aussterben des pommerschen Herzogshauses der Greifen und nach dem Dreißigjährigen Krieg Schwedisch-Pommern bildete. Im Schwedisch-Brandenburgischen Krieg wurde die Stadt 1676 zunächst kampflos durch Brandenburg eingenommen, nachdem die kleine schwedische Besatzung sich nach Stettin zurückgezogen hatte. Sie gehörte aber zu dem schmalen Landstreifen in Hinterpommern, der nach dem Frieden von Saint-Germain (1679) bei Schwedisch-Pommern verblieb. Während des Großen Nordischen Kriegs nahm Preußen dann bis 1715 Schwedisch-Pommern bis zur Peene ein, die Stadt Damm bereits 1713 im Rahmen der Belagerung Stettins.

### Preußische Provinzstadt

Karte von Damm (1786)

Damm kam, wie das übrige Schwedisch-Pommern bis zur Peene, 1720 im Frieden von Stockholm an Preußen. Als preußische Provinzstadt gehörte Altendamm nun zum pommerschen Kreis Randow. Die Erneuerung des Rathauses erfolgte 1727. 1746/1747 wurde der Kartoffelanbau eingeführt. 1747 wurde östlich der Stadt auf städtischem Grund das Dorf Arnimswalde angelegt, anfangs unter dem Namen Henningshorst.
Seit 1819 wurde der Ortsname Alt-Damm oder Altdamm statt des bisherigen Damm gebräuchlich. Umfangreiche Baumaßnahmen erfolgten im ersten Drittel des 19. Jahrhunderts – das neue Gebäude der Stadtschule wurde 1829 errichtet, bereits im 16. Jahrhundert ist eine Schule in der Stadt nachweisbar. 1846 erhielt Altdamm Bahnanschluss, als die Berlin-Stettiner Eisenbahn-Gesellschaft die Bahnstrecke Berlin–Stettin über Altdamm nach Stargard verlängerte. 1882 kam die von der Altdamm-Colberger Eisenbahn-Gesellschaft erbaute Bahnstrecke nach Greifenberg hinzu, die später nach Kolberg verlängert wurde. In Altdamm siedelten sich Industriebetriebe an, die Einwohnerzahl stieg von 2.014 im Jahre 1812 auf 6.863 im Jahre 1900 und weiter auf 16.197 im Jahre 1939. Ab 1924 wurde auf Altdammer Stadtgebiet der Flughafen Stettin angelegt, der 1927 eröffnet wurde. Zum 1. Oktober 1937 wurde die benachbarte Landgemeinde Rosengarten nach Altdamm eingemeindet.
In der Stadt lebten überwiegend protestantische Gläubige, die der Pfarrei St. Marien zugehörten. Für die Katholiken bestand eine Kapelle.

### Eingemeindung nach Stettin (1939)
Im Jahr 1939 gehörte Altdamm zum Landkreis Randow im Regierungsbezirk Stettin der preußischen Provinz Pommern des Deutschen Reichs.
Am 15. Oktober 1939 wurde Altdamm zusammen mit vielen anderen Gemeinden der Region in den Stadtkreis der pommerschen Provinzhauptstadt Stettin eingemeindet. Zu diesem Zeitpunkt besaß die Stadt eine Volksschule, eine Mittelschule, eine Berufsschule und am Flugplatz Stettin einen Standort der Deutschen Verkehrsfliegerschule. Im Umkreis der Großstadt Stettin gelegen war die Industrialisierung noch nicht abgeschlossen. Es gab im Stadtgebiet Altdamm eine Zellstoff- und Papierfabrik, eine Großwäscherei, Mühlen, Nährmittelwerke, eine Spinnerei und eine Eisfabrik. Bedeutsam für die Stadtentwicklung waren auch die Garnison und eine Flugzeugwerft. Dem Amtsgericht war ein Gefängnis angegliedert. Zur Infrastruktur der Stadt gehörten der Bahnhof, das Elektrizitätswerk, ein Feuerwehrhaus, ein Krankenhaus, ein Altersheim, eine Badeanstalt und ein städtischer Schlachthof.
Gegen Ende des Zweiten Weltkriegs wurde Altdamm am 5. März 1945 durch Luftangriffe schwer beschädigt. Angesichts der näher rückenden Ostfront wurde die Stadt am 7. März 1945 durch die Bevölkerung geräumt. Das Gebiet von Altdamm bildete für einige Tage einen von deutschen Truppen verteidigten Brückenkopf östlich der Oder, bis die Rote Armee es am 20. März 1945 einnahm.

### Nachkriegsgeschichte
Nach Einstellung der Kampfhandlungen wurde Altdamm zusammen mit Stettin, Teilen Vorpommerns und ganz Hinterpommern – militärische Sperrgebiete ausgenommen – seitens der sowjetischen Besatzungsmacht der Volksrepublik Polen zur Verwaltung überlassen. Für den Stadtteil Altdamm wurde nun die polnische Ortsbezeichnung „Dąbie“ eingeführt. Danach begann die Zuwanderung polnischer Bevölkerung. In der Folgezeit wurde die einheimische Bevölkerung von der polnischen Administration aus Altdamm vertrieben.
Die Stadt gehörte von 1945 bis 1948 zum Powiat Gryfiński (Greifenhagener Kreis). Seitdem ist sie erneut nach Stettin eingemeindet.

### Demographie

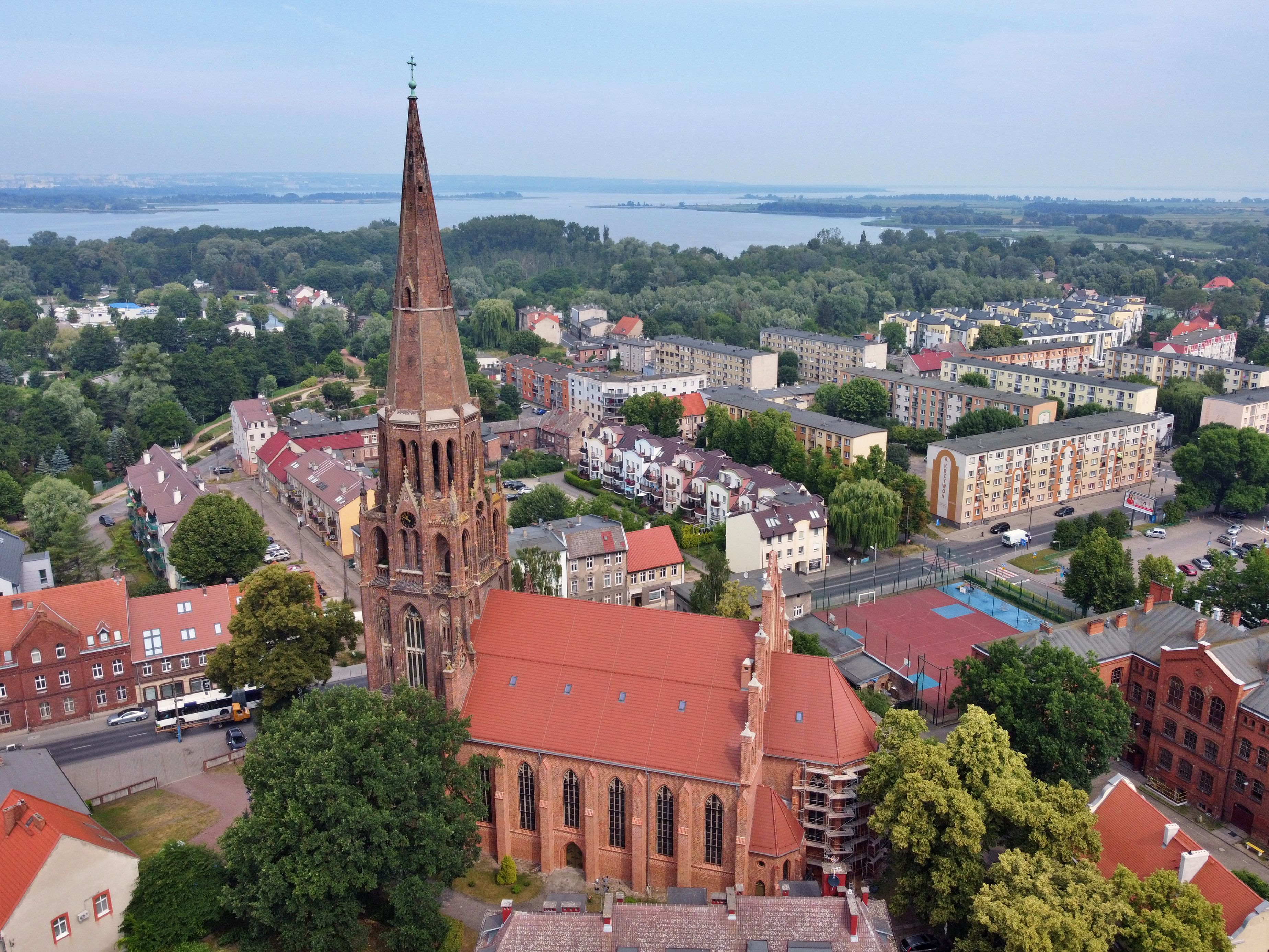
Marienkirche

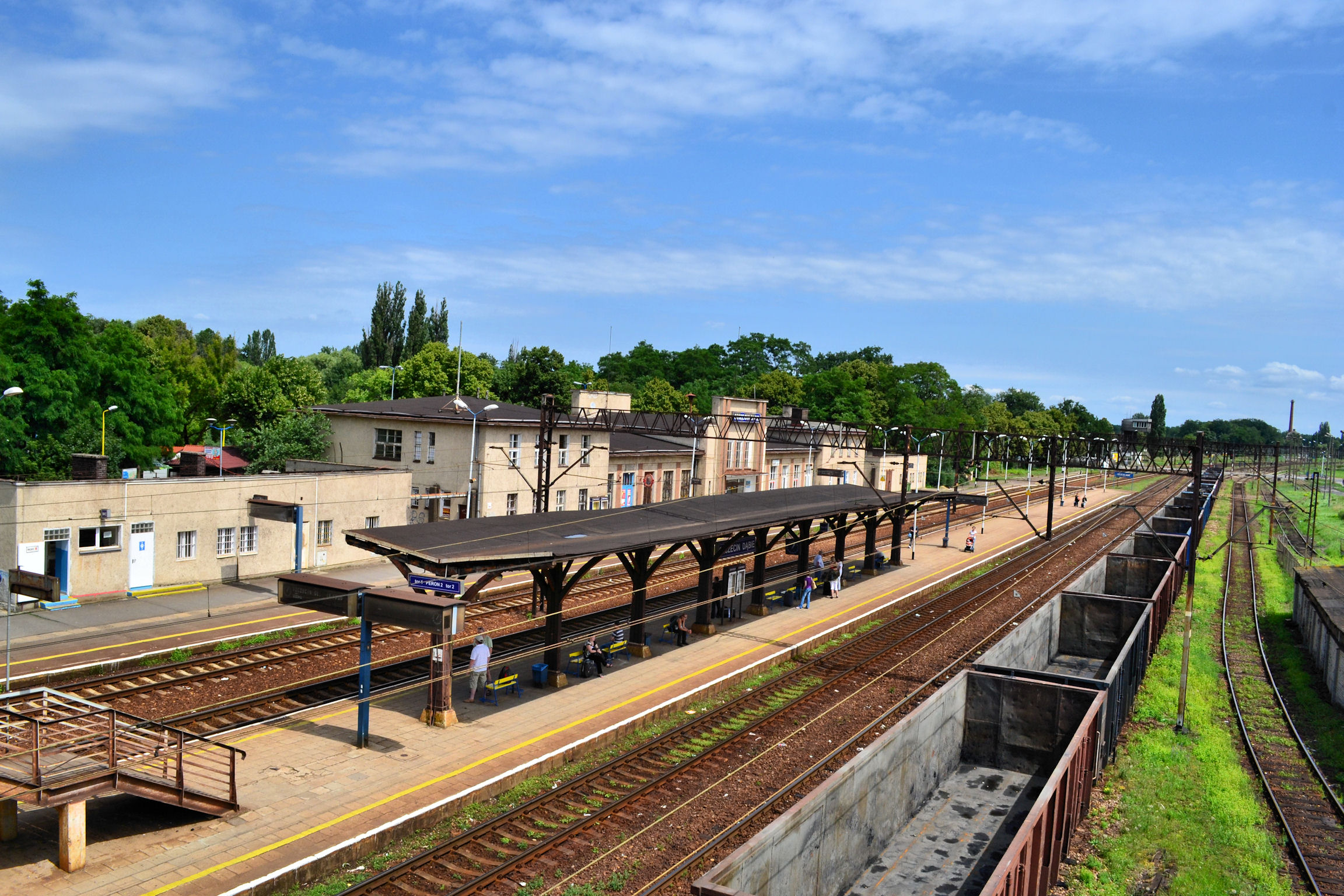
Bahnstation

| Jahr | Einwohner | Anmerkungen                                                                                |
| ---- | --------- | ------------------------------------------------------------------------------------------ |
| 1727 |           | 111 Privathäuser, inklusive 25 Wiekhäuser und 17 in den Vorstädten                         |
| 1740 | 1051      | [ 20 ]                                                                                     |
| 1777 | 1633      | in 246 Wohnhäusern, davon 227 mit Ziegel- und 19 mit Strohdach                             |
| 1782 | 1633      | [ 20 ]                                                                                     |
| 1789 | 1774      | in 250 Wohnhäusern, davon 231 Häuser mit Ziegeldach und 19 mit Stroh abgedeckte Wiekhäuser |
| 1791 | 1771      | in 250 Wohnhäusern, davon 231 mit Ziegel- und 19 mit Strohdach                             |
| 1794 | 1823      | in 251 Wohnhäusern, keine Juden                                                            |
| 1802 | 1914      | [ 23 ]                                                                                     |
| 1810 | 2177      | [ 23 ]                                                                                     |
| 1812 | 2014      | 50 Katholiken, keine Juden                                                                 |
| 1816 | 1988      | davon 1931 Evangelische, 57 Katholiken, keine Juden                                        |
| 1818 | 1977      | [ 24 ]                                                                                     |
| 1821 | 2298      | in 218 Privatwohnhäusern                                                                   |
| 1831 | 2419      | davon 35 Katholiken, 52 Juden                                                              |
| 1843 | 3032      | davon 31 Katholiken, 73 Juden                                                              |
| 1852 | 3348      | davon 17 Katholiken, 80 Juden                                                              |
| 1858 | 3693      | davon 35 Katholiken, drei Deutschkatholiken, 81 Juden                                      |
| 1861 | 3794      | davon 26 Katholiken, fünf Deutschkatholiken, 75 Juden                                      |
| 1867 | 3919      | am 3. Dezember                                                                             |
| 1871 | 4298      | am 1. Dezember, davon 4116 Evangelische, 114 Katholiken, 68 Juden                          |
| 1875 | 4750      | [ 27 ]                                                                                     |
| 1880 | 4987      | [ 27 ]                                                                                     |
| 1890 | 5241      | davon 93 Katholiken, 41 Juden                                                              |
| 1900 | 6863      | mit der Garnison (ein Train-Bataillon Nr. 2), meist Evangelische                           |
| 1910 | 7283      | [ 29 ]                                                                                     |
| 1925 | 8678      | [ 27 ]                                                                                     |
| 1933 | 10.309    | davon 9853 Evangelische, 282 Katholiken, keine sonstigen Christen, 21 Juden                |
| 1939 | 15.580    | davon 14.247 Evangelische, 573 Katholiken, 123 sonstige Christen, 22 Juden                 |

## Stadtbeschreibung
Die kleine Altstadt weist, wie die meisten Städte in Pommern, ein rechtwinkliges Straßennetz auf. Die Hauptstraße, ehemals Lange Straße, heißt heute Emilii Gierczak. Unmittelbar südöstlich außerhalb der Stadtmauer aus dem 13. Jahrhundert trifft sie auf einen gründerzeitlichen Stadtplatz mit großer Grünanlage (polnisch Słowiański, ehemals Wilhelmsplatz). Die Straße überquert 200 Meter weiter das Flüsschen Plöne und erreicht nach weiteren 100 Metern den Bahnhof. Im Zentrum der Altstadt befindet sich die bis 1945 evangelische und seitdem katholische Marienkirche, die ihr heutiges neugotisches Aussehen durch einen Umbau von 1863 bis 1866 erhielt. Erhalten sind weiter ein Rest der Stadtmauer aus dem 13. Jahrhundert, die nach 1880 abgetragen wurde, sowie das von Herzog Johann Friedrich von Pommern nach dem Stadtbrand von 1592 erbaute Jagdschloss, in dem jetzt eine Bibliothek untergebracht ist.
Der Bahnhof ist einer der größten von Stettin, hier trennt sich die vom Hauptbahnhof kommende Strecke in einen östlichen (Stargard Szczeciński–Poznań) und einen nordöstlichen (Goleniów–Danzig) Ast. Östlich des Personenbahnhofs liegt ein großer Güterbahnhof.
Wie im Bahnverkehr sammelt Dąbie auch im Straßenverkehr die von Osten auf Stettin zulaufenden Strecken. Am südlichen Rand der Stadt verläuft die Autostrada A6 (Europastraße 28, Berlin–Stettin–Danzig). Sie wird hier von der Fernverkehrsstraße gekreuzt, die vom Zentrum Stettins nach Südosten führt. Diese trennt sich östlich der Stadt in die Landesstraße 10 (Stargard–Posen) und die Landesstraße 3 (Gorzów Wielkopolski). Die Oderbrücken zwischen Stettin-Innenstadt und Altdamm sind die letzten festen Oderquerungen vor der Mündung in die Ostsee.
Südlich der Bahnstrecke liegt ein großes Industriegebiet, an das mehrere große Wohnsiedlungen (überwiegend Plattenbau) anschließen. Westlich des Orts liegt ein Sportflugplatz, am Seeufer zahlreiche kleinere Sporthäfen sowie eine Badeanstalt. Nördlich schließt sich, jenseits des Stadtgrabens (Chełszcząca), entlang des Sees eine von vielen kleinen Gräben durchzogene Auenlandschaft an. Landeinwärts ist Altdamm in alle Richtungen von Wald umgeben, nach Süden hin auf Hügeln von bis zu 150 m Höhe.
In Dąbie wurden nach dem Zweiten Weltkrieg nicht nur neue Wohnsiedlungen gebaut, sondern auch zwei zuvor vorhandene Siedlungen aufgegeben: Den Bereich um den ehemaligen Notitzplatz am nördlichen Ortsrand nehmen heute Kleingärten ein, die frühere Siedlung Stutthof östlich der nach 1945 eröffneten Bahnstation Dąbie-Osiedle (übersetzt Altdamm-Siedlung) ist heute ein Park. Es handelt sich sozusagen um moderne Wüstungen am Rande einer Großstadt.

## Persönlichkeiten

### Söhne und Töchter der Stadt
- Christian Friedrich Voigt (um 1725–1780), deutscher Orgelbauer und Organist
- Friedrich Gilly (1772–1800), deutscher Baumeister, Professor an der Bauakademie in Berlin
- Carl Teike (1864–1922), deutscher Militärmusiker und Komponist
- Richard Jahnke (1868–1933), deutscher Philologe, Schulleiter und Ministerialdirektor
- Paul Schreckhaase (1874–1912), deutscher Marine- und Landschaftsmaler
- Günther Meinhold (1889–1979), deutscher Generalmajor, zuletzt 1944/1945 Festungskommandant von Genua
- Wilhelm Schröder (1890–1972), deutscher Postbeamter, Staatssekretär im Ministerium für Post- und Fernmeldewesen der DDR
- Johannes Möller (1896–nach 1945), deutscher Kapitän zur See der Kriegsmarine
- Hilde Radusch (1903–1994), antifaschistische Widerstandskämpferin, kommunistische und sozialdemokratische Politikerin, Frauenrechtlerin und lesbische Aktivistin
- Bruno Doer (1905–1968), deutscher Althistoriker
- Kurt Marks (1933–2011), deutscher Kameramann und Trickspezialist